# 西渓湿地公園

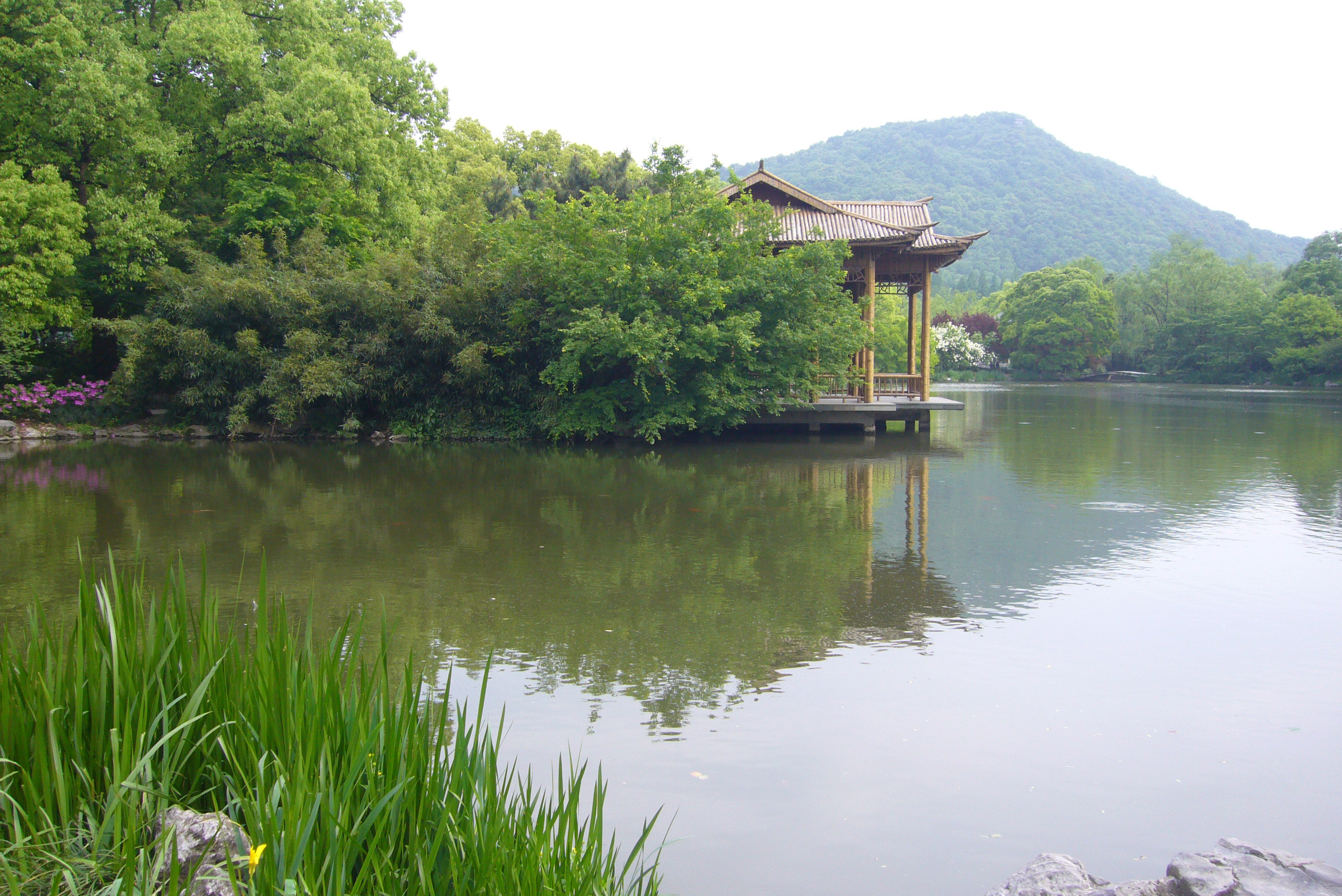
西渓湿地公園

西渓湿地公園 (せいけいしっちこうえん、中国語: 西溪湿地公园)は、中国浙江省杭州市の西湖区と余杭区にまたがって所在する湿地を中心とした公園で、現在はラムサール条約登録地、国家公園と中国の5A級観光地（2012年認定）になっている。園内にはアカウキクサ、サンショウモ、コウキクサなどの浮水植物が生え、多くの種類の水鳥と魚類が生息している
杭州市の観光地・西湖から西へ5kmくらいのところにある。面積は11.5平方キロメートルで、うち3.46平方キロメートルが観光客に開放されている。園内には6つの川が流れており、中国湿地博物館、湿地研究センター、科学知識普及センター、鳥類観測エリア、湿地植物園、環境・気象観測ステーション、野生動物保護センターなどが設置されている。